# رنگها (فیلم)
رنگ‌ها فیلم کوتاهی به‌کارگردانی و نویسندگی عباس کیارستمی است که در سال (۱۳۵۵ خورشیدی) تولید شد.

## داستان
با نشان دادن اشیا متفاوت، رنگ‌های اصلی به کودکان آموزش داده می‌شود. در این منوال، پیام‌های کوتاه آموزشی که مرتبط با رنگ‌ها هستند به مخاطب منتقل می‌شود.